# Lądowisko Zamek Gniew
Lądowisko Zamek Gniew – lądowisko śmigłowcowe w Gniewie, w województwie pomorskim, położone przy zamku w stronę Wisły. Przeznaczone jest do wykonywania startów i lądowań śmigłowców zarówno w dzień jak i w nocy, o dopuszczalnej masie startowej do 5700 kg. 
Zarządzającym lądowiskiem jest firma Polmlek Sp. z o.o. z siedzibą w Lidzbarku Warmińskim, wchodząca w skład grupy Polmlek z siedzibą w Pułtusku. Otwarte zostało w roku 2013 i jest wpisane do ewidencji lądowisk Urzędu Lotnictwa Cywilnego pod numerem 183
Lądowisko jest strzeżone.